# Hjärtats triumf
Hjärtats triumf är en svensk film från 1929 i regi av Gustaf Molander.

## Handling
I en liten gruvby norr om polcirkeln bor och arbetar Torsten, med systern Eva och kamraten Lars, som är förlovad med Eva. Byns krogägare har en dotter, Märta, som efter att ha prövat på storstadslivet ett tag återvänt till byn och hon börjar flirta öppet med Torsten men även med Lars. Märta får höra talas om en gammal guldskatt som ska ligga gömd någonstans i fjällen och försöker både förföra och få de båda vännerna att söka reda på skatten. Varken Lars eller Torsten känner till den andres planer eller svärmeri, men Eva märker hur Märta lockar Lars bort ifrån henne.
Både Torsten och Lars ger sig ut i vildmarken för att leta efter skatten. En våldsam snöstorm härjar och de söker då skydd i samma fjällstuga. Nu går situationen upp för dem båda och en strid på liv och död utspelar sig...

## Om filmen
Filmen premiärvisades 16 september 1929. Den spelades in i Filmstaden Råsunda med exteriörer från Åre och Bispbergs gruva i Bergslagen av J. Julius och Axel Lindblom. 
Den danske filmstjärnan Carl Brisson engagerades och fick närmare 51 000 kronor för sin medverkan, medan filmens svenska stjärna Edvin Adolphson fick 12 200 kronor.

## Roller i urval
- Edvin Adolphson - Torsten Bergström, gruvförman
- Carl Brisson - Lars Holm, gruvförman
- Lissi Arna - Märta Tamm
- Anna Lindahl - Eva Bergström, Torstens syster
- Axel Hultman - Axel Tamm, handelsman, Märtas far
- Waldemar Wohlström - Lappen Heikka
- Weyler Hildebrand - gruvarbetare
- Harry Ahlin - gruvarbetare
- Bengt Djurberg - gruvarbetare
- Tor Weijden - gruvarbetare
- Lisskulla Jobs - ej identifierad roll
- Ludde Juberg - ej identifierad roll
- Harald Wehlnor - ej identifierad roll
- Mattias Andersson - ej identifierad roll
- Alli Halling - ej identifierad roll
- Richard Lundin - ej identifierad roll
- Gustaf Stéhn - ej identifierad roll

## Filmmusik i urval
- Hjärtats triumf, kompositör Harald Mortensen, text Herr Dardanell, specialkomponerades för filmen och utgavs på grammofonskiva.